# باول سوندرز
باول سوندرز (بالإنجليزية: Paul Saunders)‏ هو عسكري أمريكي، ولد في 12 يناير 1918 في ريتشموند في الولايات المتحدة، وتوفي في 8 أغسطس 2003 في دونيلون في الولايات المتحدة.